# Mario, Maria e Mario
Mario, Maria e Mario è un film del 1993 diretto da Ettore Scola.
Il film è ambientato nel 1989, quando il Partito Comunista Italiano si tramuta nel Partito Democratico della Sinistra.

## Trama
Mario, che lavora come impaginatore al giornale di partito l'Unità, e Maria, commessa di farmacia, sono insieme ormai da dieci anni e sono genitori di due bambini. Già in crisi matrimoniale, entrano in collisione per motivi politici: lui è allineato con Occhetto, mentre lei con Ingrao. Nella sezione del PCI a cui sono iscritti c'è un altro Mario, giovane tecnico elettronico del Sud, anch'egli con Ingrao contro la svolta.
Dalla simpatia all'intesa fra i due, il passo è breve; ci sarà allora una breve separazione tra i due, ma la coppia finirà col tornare insieme.